# Listen Sister
Listen Sister è un cortometraggio muto del 1928 diretto da Clem Beauchamp.

## Produzione
Il film fu prodotto dalla Lupino Lane Comedy Corporation.

## Distribuzione
Distribuito dalla Educational Film Exchanges, il film - un cortometraggio in due bobine - uscì nelle sale cinematografiche USA il 25 marzo 1928.
Non si conoscono copie ancora esistenti della pellicola che viene considerata presumibilmente perduta.